# Khách sạn Mumbai: Thảm sát kinh hoàng
Hotel Mumbai là một phim hành động giật gân năm 2018 được đạo diễn bởi Anthony Maras và được viết bởi John Collee và Maras. Tác phẩm dựa trên bộ phim tài liệu năm 2009 Surviving Mumbai về vụ tấn công Mumbai năm 2008 tại khách sạn Taj Mahal Palace ở Ấn Độ. Phim có sự tham gia của Dev Patel, Armie Hammer, Nazanin Boniadi, Anupam Kher, Tilda Cobham-Hervey, Jason Isaacs, Suhail Nayyar và Natasha Liu Bordizzo.
Hotel Mumbai được công chiếu tại Liên hoan phim quốc tế Toronto vào ngày 7 tháng 9 năm 2018 và được công chiếu tại Úc tại Liên hoan phim Adelaide vào ngày 10 tháng 10 năm 2018. Phim được phát hành tại Úc vào ngày 14 tháng 3 năm 2019 và tại Hoa Kỳ vào ngày 22 tháng 3 năm 2019.

## Cốt truyện
Câu chuyện kể về những nạn nhân và những người sống sót sau vụ tấn công Mumbai năm 2008 tại khách sạn Taj Mahal Palace, bệnh viện, rạp chiếu phim, bãi biển, sân bay quốc tế, ga xe lửa, nhà hàng ở Mumbai, Ấn Độ.
Ngày 26 tháng 11 năm 2008 ở Mumbai, Ấn Độ, Arjun làm nhân viên phục vụ tại Khách sạn Taj Mahal Palace. Những người khách của ngày hôm đó gồm có Zahra Kashani và chồng cô, David, đứa con sơ sinh Cameron của họ và bảo mẫu Sally, cũng như một người đàn ông Nga tên Vasili.
Buổi tối, mười tên khủng bố thuộc tổ chức Lashkar-e-Taiba, được chỉ đạo bởi một gã có biệt danh "Bull" thông qua tai nghe, tấn công 12 địa điểm khắp Mumbai, bao gồm khách sạn Taj. Cảnh sát địa phương trang bị nghèo nàn và chưa đủ chuyên nghiệp để xử lý vụ tấn công, họ phải chờ quân đội đặc nhiệm từ New Delhi. Arjun, David, Zahra và Vasili bị mắc kẹt trong khu nhà hàng trong khi Sally và Cameron ở trên phòng.
David vượt qua bọn khủng bố để lên phòng tìm kiếm Sally và Cameron. Arjun làm theo sự hướng dẫn của Bếp trưởng Hemant Oberoi, anh đưa những người khách đến phòng Chambers Lounge - một căn phòng bí mật. David không may bị bọn khủng bố bắt trong khi Sally và Cameron trốn trong tủ quần áo.
Hai viên cảnh sát Vam và Kanu quyết định vào khách sạn với hi vọng đến được văn phòng bảo vệ để họ có thể theo dõi hành động của bọn khủng bố. Đội cảnh sát bị phục kích và bị giết, chỉ có Vam và Kanu thoát nạn. Arjun cố gắng đưa người khách bị thương tên Bree ra ngoài để đi bệnh viện. Bree hoảng loạn bỏ chạy để rồi bị bọn khủng bố bắn chết. Arjun gặp được Vam và Kanu, họ đến phòng bảo vệ, xem camera quan sát và phát hiện ra một tên khủng bố đang lừa những người trong phòng Chambers mở cửa cho hắn. May mắn là Arjun gọi điện cảnh báo mọi người đừng mở cửa. Vam và Kanu bảo Arjun ở lại phòng bảo vệ, rồi hai viên cảnh sát nã đạn vào bọn khủng bố khiến một tên bị thương ở chân, sau đó họ rút lui ra ngoài.
Zahra và Vasili quyết định rời khỏi phòng Chambers để rồi bị bắt giữ. Cả hai bị đưa vào căn phòng giam những con tin khác, trong đó có David. Một tên khủng bố tên Imran khóc lóc gọi điện về cho gia đình hắn, cuộc nói chuyện này tiết lộ rằng bọn khủng bố đi tấn công Mumbai nhưng nói dối với gia đình là đi huấn luyện quân sự. Bull đã hứa sẽ trả tiền cho gia đình bọn khủng bố nhưng thực ra họ chưa bao giờ nhận được tiền.
Cuối cùng quân đội đặc nhiệm đã đến, Bull ra lệnh cho bọn khủng bố đốt khách sạn. Imran bắn chết những con tin, bao gồm David và Vasili, nhưng tha mạng cho Zahra khi nghe cô đọc kinh cầu nguyện của Hồi giáo. Arjun cùng với Oberoi di tản những người khách ra ngoài. Quân đội đã tiêu diệt bọn khủng bố, Zahra được thang cứu hỏa đưa ra ngoài, cô đoàn tụ với Sally và Cameron. Arjun về nhà đoàn tụ với vợ con. Dòng chữ cuối phim tiết lộ rằng chính phủ Ấn Độ vẫn chưa tìm ra kẻ chủ mưu đứng sau vụ khủng bố Mumbai, nhưng khách sạn Taj đã sớm được sửa chữa và mở cửa lại.

## Diễn viên
- Dev Patel trong vai Arjun
- Armie Hammer trong vai David
- Nazanin Boniadi trong vai Zahra
- Anupam Kher trong vai đầu bếp Hemant Oberoi
- Tilda Cobham-Hervey trong vai bảo mẫu Sally
- Jason Isaacs trong vai Vasili
- Alex Pinder trong vai quản gia Jim
- Amandeep Singh trong vai Imran
- Suhail Nayyar trong vai Abdullah
- Natasha Liu Bordizzo trong vai Bree
- Angus McLaren trong vai Eddie
- Yash Trivedi trong vai Ajay
- Vipin Sharma trong vai người quản lý khách sạn
- Manoj Mehra trong vai Houssam
- Carmen Duncan trong vai bà Wynn

## Sản xuất
Vào ngày 11 tháng 2 năm 2016, người ta thông báo rằng Dev Patel và Armie Hammer tham gia diễn xuất trong phim này, cùng với các diễn viên Nazanin Boniadi (who is Iranian), Teresa Palmer, và Suhail Nayyar, còn Nikolaj Coster-Waldau và Anupam Kher cũng đã bắt đầu thương thảo. John Collee và Anthony Maras đã viết kịch bản, mà Maras sẽ đạo diễn, trong khi Basil Iwanyk sẽ sản xuất bộ phim thông qua Thunder Road Pictures cùng với Jomon Thomas từ Xeitgeist, Arclight Films' Gary Hamilton và Mike Gabrawy, Electric Pictures' Andrew Ogilvie, và Julie Ryan.
Tháng 6, Tilda Cobham-Hervey tham gia diễn xuất Sau khi Teresa Palmer sớm mang thai lần thứ hai và tháng 8, Jason Isaacs tham gia diễn xuất. Vào ngày 7 tháng 9 năm 2016, Natasha Liu Bordizzo cũng tham gia bộ phim để vào vai Bree, một khách du lịch bị bắt trong vụ tấn công.

### Quay phim
Vào tháng 8 năm 2016, cảnh quay chính của phim bắt đầu ở phim trường Adelaide, được điều hành bởi South Australian Film Corporation. Việc quay phim tiếp tục ở Ấn Độ đầu năm 2017.

## Phát hành
Vào tháng 5 năm 2016, Công ty Weinstein đã mua bản quyền phân phối của Hoa Kỳ và Hoa Kỳ cho bộ phim. but in April 2018, it was announced that The Weinstein Company would no longer distribute the film. Tháng 8 năm 2018, Bleecker Street và ShivHans Pictures addax mua quyền phân phối tại Hoa Kỳ đối với bộ phim này.
Bộ phim đã được công chiếu trên toàn thế giới tại Liên hoan phim quốc tế Toronto vào ngày 7 tháng 9 năm 2018. Nó được phát hành ở Australia ngày 14 tháng 3 năm 2019, bởi Icon Film Distribution. Hoa Kỳ ngày 22 tháng 3 năm 2019. và tại Vương quốc Anh vào ngày 3 tháng 5 năm 2019, bởi Sky Cinema và NowTV.
Bộ phim được rút ra khỏi các rạp chiếu phim ở New Zealand do vụ xả súng Hồi giáo ở thành phố Christchurch 
Netflix được chọn phân phối bộ phim ở Ấn Độ và các vùng lãnh thổ Nam và Đông Nam Á.[17] Tuy nhiên, Netflix sau đó đã bỏ phim, sau khi xảy ra tranh chấp hợp đồng với nhà phân phối Ấn Độ Plus Holdings.[18]

## Tiếp nhận
Trên tổng hợp đánh giá Rotten Tomatoes, bộ phim giữ tỷ lệ phê duyệt 77% dựa trên 31 đánh giá, với bình quân gia quyền là 7,25 / 10. Sự đồng thuận quan trọng của trang web có nội dung: "Sự mô tả của nó về kinh dị trong đời thực sẽ tấn công một số người là bóc lột, nhưng  Hotel Mumbai  vẫn là một tác phẩm kịch được thực hiện tốt về các sự kiện bi thảm." On Metacritic, the film has a weighted average score of 66 out of 100, based on 8 critics, indicating "generally favorable reviews".